# Ервін Дорн
Ервін Дорн (нім. Erwin Dohrn; 18 березня 1920, Кіль — 30 квітня 1945, Ла-Манш) — німецький офіцер-підводник, оберлейтенант-цур-зее крігсмаріне.

## Біографія
1 жовтня 1938 року вступив на флот. З лютого 1941 року — командир взводу в училищі зенітної артилерії. З жовтня 1942 року служив в роті 2-го морського дивізіону бортової зенітної артилерії. В січні-березні 1943 року пройшов перепідготовку в 1-й флотилії проривачів мінних загороджень. З березня 1943 по лютий 1944 року пройшов кури підводника і командира підводного човна. З 6 травня 1944 року — командир підводного човна U-325, на якому здійснив 3 походи (разом 114 днів у морі). 30 квітня 1945 року U-325 затонув в Англійському каналі південніше Корнуоллу (49°48′ пн. ш. 05°12′ зх. д.), підірвавшись на міні британського мінного поля Artizan B3. Всі 52 члени екіпажу загинули.

## Звання
- Кадет зі зброї (1 липня 1939)
- Фенріх зі зброї (1 грудня 1939)
- Оберфенріх зі зброї (1 серпня 1940)
- Лейтенант зі зброї (1 квітня 1941)
- Оберлейтенант зі зброї (1 квітня 1943)
- Оберлейтенант-цур-зее (15 липня 1943)

## Нагороди
- Залізний хрест 2-го класу (1940)